# Gesundes Volksempfinden

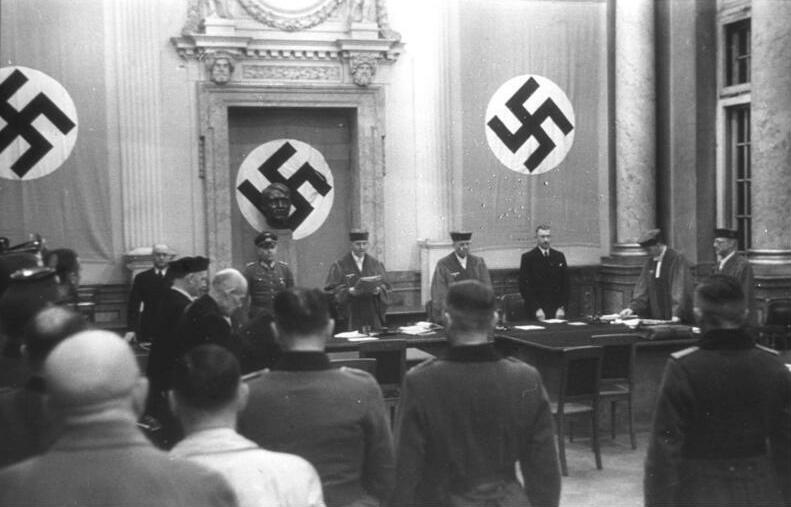
Volksgerechtshof, proces na de aanslag van 20 juli 1944

Gesundes Volksempfinden, een Duitse uitdrukking voor 'gezond verstand/opvatting/ervaren van het volk' is een begrip dat in de 19e eeuw ontstond in de Duitse romantiek en dat in de 20e eeuw berucht werd door de rol die eraan werd toegekend in de rechtsopvattingen van het nationaalsocialisme. In de Nederlandse taal wordt abusievelijk ook wel gerept over gesundenes Volksempfinden: een verhaspeling met een ander Duits begrip: gefundenes Fressen.
In de opvattingen van de nazi's werd gesundes Volksempfinden verheven tot rechtsbron in het strafrecht, die als het uitkwam de wet kon derogeren, terzijde kon stellen. Wel of niet strafbaar was niet langer wat de wetgever strafbaar had gesteld, maar wat volgens de (niet-gedefinieerde) gezonde opvattingen van het volk wel of niet strafbaar zou behoren te zijn. Aangezien na de machtsovername door de nazi's in 1933 in Duitsland de persvrijheid was afgeschaft en er geen verkiezingen meer werden gehouden, was echter volstrekt onduidelijk of dit dan iets anders betrof of mocht betreffen dan datgene dat door middel van indoctrinatie en propaganda aan de bevolking voorgehouden werd omtrent wat het te vinden had.
De term dook op in 1934 en kreeg voor het eerst grotere bekendheid na de Kristallnacht in 1938. De bezittingen van duizenden joden werden geplunderd, terwijl er zeker 90 personen werden vermoord. De plunderingen moesten op een spontane volkswoede lijken. Toen uit het buitenland kritiek op Duitsland kwam, verklaarden de nazi's dan ook dat het volk de activiteiten van de Joden zat was, en dat deze actie dan ook een uitvloeisel was van "das gesunde Volksempfinden". De nazi's waren van mening dat, wanneer de publieke opinie zou willen dat iemand voor bepaald gedrag gestraft diende te worden, dit moest kunnen, desnoods zonder wet of door middel van een wet met terugwerkende kracht. Deze leer stond haaks op het legaliteitsbeginsel zoals dat was geformuleerd door Beccaria en Anselm von Feuerbach: geen straf zonder wet ("nulla poene sine lege") of op de beperkingen die zowel het huidige Strafwetboek (België), het Wetboek van Strafrecht (Nederland) als het Burgerlijk Wetboek (België én Nederland) opleggen inzake retro-activiteit.
De nazi's pasten "das gesunde Volksempfinden" toe in hun eigen strafrecht en exporteerden dit ook naar de door hen bezette gebieden. Het legaliteitsbeginsel, in Nederland in artikel 1 van het Wetboek van Strafrecht (en ook in de Duitse strafwet verankerd), werd losgelaten. Het artikel werd niet geschrapt maar bij verordening 62/1943 werd eraan toegevoegd:
Valt een feit niet onder den tekst, doch wel onder de grondgedachte van een wettelijke strafbepaling, zoo is de strafbepaling toepasselijk, indien het feit naar gezond rechtsgevoel strafwaardig is.
Het was aan de rechter om te oordelen wat het gezonde rechtsgevoel inhield, en ook welke en hoeveel straf er op een gedraging stond. 
De rechter kon dus zeggen: "Wat de aangeklaagde heeft gedaan is niet strafbaar, maar het gezonde volksoordeel vindt het gedrag zo erg, dat het toch strafbaar moet zijn. Daarom veroordeel ik u, voor staatsgevaarlijke denkbeelden, tot 20 jaar gevangenisstraf." Eventueel kon hij zich op de publieke opinie beroepen. 
Op deze manier konden politieke tegenstanders en verzetsstrijders voor vrijwel alles worden opgepakt dat de nazi's gevaarlijke activiteiten achtten. Zo werden bijvoorbeeld Sophie Scholl en Hans Scholl tot de doodstraf veroordeeld, die werd voltrokken met de guillotine, enkel wegens het verspreiden van pamfletten van hun genootschap die Weiße Rose waarvan de inhoud was gericht tegen het naziregime. 
Vooral het Volksgerichtshof onder leiding van Roland Freisler was berucht om de schijnprocessen en doodvonnissen.

## Na de oorlog
Na de val van de nazi's werden in veel landen de oorlogsmisdadigers berecht en veroordeeld, hoewel er geen wet was die al hun gedragingen verbood.
Zij hadden immers gedaan wat hun door de overheid bevolen was, maar die overheid werd als misdadig beschouwd. Bij de Neurenberger Processen vonden veroordelingen plaats op grond van reeds bestaande normen, zoals overtreding van het verbod op het voeren van een aanvalsoorlog, als op grond van nieuwe normen die daarbij met terugwerkende kracht werden toegepast, zoals misdaden tegen de menselijkheid.